# Dyssodia decipiens
Dyssodia decipiens là một loài thực vật có hoa trong họ Cúc. Loài này được (Bartl.) M.C.Johnst. ex M.C.Johnst. & B.L.Turner mô tả khoa học đầu tiên năm 1962.